# Terele Pávez
Pour les articles homonymes, voir Ruiz, Penella et Pavez.
Teresa Marta Ruiz Penella dite Terele Pávez, née le 29 juillet 1939 à Bilbao et morte le 11 août 2017 à Madrid, est une actrice espagnole, notamment connue pour ses nombreux rôles dans les films d'Álex de la Iglesia, dont Les Sorcières de Zugarramurdi qui lui a valu un Goya de la meilleure actrice dans un second rôle.

## Biographie
Née à Bilbao du politicien conservateur Ramón Ruiz Alonso (es) (coresponsable de la mort de Federico García Lorca) et de Magdalena Penella Silva, elle grandit à Madrid où elle passera l’essentiel de sa vie. Elle appartient à une famille d’artistes : elle est ainsi la petite-fille du compositeur Manuel Penella et la sœur des actrices Emma Penella et Elisa Montés.
Elle n’a que douze ans lorsqu’elle obtient un petit rôle dans Novio a la vista  de Luis García Berlanga , sorti en 1954. Elle partage ensuite sa carrière entre le théâtre et le cinéma, jouant par exemple pour Jesús Franco (Tenemos 18 años, 1959), Bigas Luna (Tatuaje, 1979), Mario Camus (Les Saints innocents, 1984) et Vicente Aranda (Demain, je serai libre, 1988).
Après quelques années d’oubli, Álex de la Iglesia offre à Terele Pávez un rôle de femme rétrograde dans Le Jour de la bête en 1995, et permet à l’actrice de développer son potentiel comique dans huit autres rôles à cette date, dont celui de Maritxu dans Les Sorcières de Zugarramurdi qui lui vaut son premier Goya de la meilleure actrice dans un second rôle (six nominations au total).
Elle a également livré une interprétation mémorable de La Célestine dans une adaptation de Gerardo Vera en 1996.

### Vie privée
Terele Pávez a eu un fils, Carlos, avec l'éditeur José Benito Alique.

## Filmographie sélective
- 1954 : Novio a la vista de Luis García Berlanga - Pecas
- 1959 : Tenemos 18 años de Jesús Franco
- 1984 : Les Saints innocents de Mario Camus - Régula
- 1988 : Demain, je serai libre (El Lute II: mañana seré libre) de Vicente Aranda - gitane
- 1995 : Le Jour de la bête d'Álex de la Iglesia - Rosario
- 2000 : Mes chers voisins d'Álex de la Iglesia - Ramona
- 2002 : 800 Balles d'Álex de la Iglesia - Rocío
- 2006 : La Chambre du fils d'Álex de la Iglesia - la femme de Domingo
- 2010 : Balada triste d'Álex de la Iglesia - Dolores
- 2013 : Les Sorcières de Zugarramurdi d'Álex de la Iglesia - Maritxu
- 2015 : Mi gran noche d'Álex de la Iglesia - Dolores
- 2017 : El bar d'Álex de la Iglesia - Amparo

## Voix françaises
- Michelle Bardollet dans Le Jour de la bête : Rosario (1995)
- Jacqueline Cohen dans 800 Balles : Rocío (2002)
- Frédérique Cantrel dans Les Sorcières de Zugarramurdi : Maritxu (2013)

## Distinctions
Sauf indication contraire, les informations mentionnées dans cette section peuvent être confirmées par la base de données cinématographiques IMDb,  présente dans la section « Liens externes ».
- Unión de Actores y Actrices : meilleure actrice pour La Celestina
- Premios Goya : meilleure actrice dans un second rôle pour Les Sorcières de Zugarramurdi
- Círculo de Escritores Cinematográficos : meilleure actrice dans un second rôle pour Les Sorcières de Zugarramurdi